# Ctenomys eileenae
Ctenomys eileenae és una espècie de mamífer rosegador de la família dels ctenòmids. És endèmic del centre-oest de l'Argentina, on viu a altituds superiors a 3.500 msnm a l'oest de la província de La Rioja i l'extrem septentrional de la província de San Juan. El seu hàbitat natural són les zones de matollars montans, plantes en coixí i herbassars. És un tuco-tuco gros, amb una llargada total de 244-289 mm, incloent-hi la cua de 66-100 mm, i un pes de 100-326 g. Fou anomenat en honor de la biòloga estatunidenca Eileen Lacey, que en el moment de la descripció de l'espècie presidia la Federació Internacional de Mastòlegs. Com que fou descoberta fa poc, l'estat de conservació d'aquesta espècie encara no ha estat avaluat formalment.